# Gastón Zúñiga
Gastón Alejandro Zúñiga Pozas (Peumo, Provincia de Cachapoal, Chile, 19 de febrero de 2000), es un futbolista chileno que juega de defensa en General Velásquez de la Segunda División chilena. Además es internacional con la Selección de fútbol sub-17 de Chile.

## Trayectoria
El defensa llegó desde la comuna de Peumo a divisiones menores de O'Higgins, pasó por todas las categorías inferiores del club celeste. En el año 2017 el técnico argentino Gabriel Milito lo sube al primer equipo, sin embargo no debuta en el plantel de honor. Debido a su gran nivel en la sub-17, categoría que se encontraba Gastón es citado a la Selección Chilena por el técnico Hernán Caputto para afrontar el Campeonato Sudamericano de Fútbol Sub-17 de 2017 que se disputaba en Chile. Debido a sus buenas actuaciones en el sudamericano incluso marcando goles no es tenido en cuenta en el cuadro rancagüino por lo que a principios de 2018 es enviado a préstamo a Unión La Calera. En el cuadro calerano solo jugó en las juveniles por lo que no logró debutar en Primera División.
En el año 2019 regresa a O'Higgins a la sub-19 del equipo, aún esperando tener la oportunidad de debutar en el plantel de honor.

## Selección nacional

### Selección Sub-17
| Torneo                      | Sede  | Resultado      | Partidos | Goles |
| --------------------------- | ----- | -------------- | -------- | ----- |
| Sudamericano Sub-17 de 2017 | Chile | Subcampeón     | 8        | 2     |
| Copa Mundial Sub-17 de 2017 | India | Fase de grupos | 3        | 0     |

## Clubes
| Club                | País  | Año       |
| ------------------- | ----- | --------- |
| O'Higgins           | Chile | 2020-2021 |
| Deportes Santa Cruz | Chile | 2021-2022 |
| General Velásquez   | Chile | 2023-Act. |